# Serge Berdugo
Serge Berdugo (in arabo سيرج بيرديغو‎?; Meknès, 26 novembre 1938) è un politico marocchino.

## Biografia
Berdugo nacque a Meknès nel 1938 da famiglia ebraica marocchina. Conseguì gli studi in giurisprudenza a Rabat e a Parigi. In seguito alla conclusione degli studi, fu portavoce della Banca Nazionale per lo Sviluppo Economico tra il 1964 e il 1968. Fu molto attivo nel mondo associazionistico ebraico marocchino, ricoprendo tra il 1977 e il 1992 la carica di vicepresidente della comunità ebraica di Casablanca, di rappresentante del Marocco al Congresso ebraico mondiale a partire dal 1979, di segretario generale del Conseil des Communautés Israélites du Maroc nel 1987 e di presidente del Rassemblement Mondial du Judaïsme Marocain. Nel 1993 venne nominato ministro del turismo da re Hasan II nel quarto governo Lamrani e venne riconfermato nel 1994 nel primo governo Filali. Ricoprì la posizione fino al 1995.